# Vivente (Oza-Cesuras)
Vivente (llamada oficialmente Santo Estevo de Vivente) es una parroquia y lugar español del municipio de Oza-Cesuras, en la provincia de La Coruña, Galicia.

## Entidades de población
Entidades de población que forman parte de la parroquia:
- Besadío (Vesadío)
- Vivente

## Demografía

### Parroquia
| Gráfica de evolución demográfica de Vivente (parroquia) entre 2000 y 2019 |
|                                                                           |
| Datos según el nomenclátor publicado por el INE.                          |

### Lugar
| Gráfica de evolución demográfica de Vivente (lugar) entre 2000 y 2019 |
|                                                                       |
| Datos según el nomenclátor publicado por el INE.                      |